# Pia Lombardi
Pia Lombardi, coniugata Colini (Napoli, 18 aprile 1903 – Roma, 11 novembre 1991), è stata una politica italiana, eletta nella I legislatura alla Camera.

## Biografia
Figlia di Emma Vallauri, attiva nell'associazionismo cattolico, e Luigi, docente universitario e senatore del Regno, è sorella di Riccardo, Renato e Gabrio Lombardi. Nel 1924 si trasferisce con la famiglia nella capitale, dove partecipa alle attività di Azione Cattolica.
Al termine della seconda guerra mondiale, con la nascita della Repubblica, si iscrive alla Democrazia Cristiana, diventando vicepresidente del Movimento per le donne e del Fronte della famiglia, presieduta da Antonio Maria Colini che diverrà suo marito.
Eletta alla Camera con la DC a seguito delle elezioni del 1948, è una delle principali sostenitrici della legge Merlin, attivandosi per il reintegro nella società delle ex-prostitute; conclude il proprio mandato parlamentare nel 1953.
Muore all'età di 88 anni nel novembre 1991.

## Pubblicazioni
- Umilmente, 1929 (storie di donne)
- il fondatore dell'Impero, Società Editrice Internazionale, Torino, 1939
- Giovanna e la vita, Cappelli editore, 1974